# Antonio Barroso Castillo
Antonio Barroso y Castillo (Córdoba, 25 de octubre de 1854-San Sebastián, 7 de octubre de 1916) fue un abogado y político español, ministro de Instrucción Pública y Bellas Artes, Gracia y Justicia y de la Gobernación durante el reinado de Alfonso XIII.

## Biografía
Nació el 25 de octubre de 1854 en Córdoba, hijo de Rafael Barroso y Lora, también diputado a Cortes.
Miembro del Partido Liberal inició su carrera política como diputado por Córdoba en las elecciones de 1886, repitiendo escaño en las sucesivas legislaturas hasta la de 1916. Su cuñado José Sánchez Guerra también copaba las elecciones en la provincia.
Ministro de Gracia y Justicia entre el 30 de noviembre de 1906 y el 25 de enero de 1907 en sendos gobiernos Moret y Aguilar Correa, volvería a ocupar esta misma cartera ministerial entre el 3 de abril y el 29 de junio de 1911, en un gobierno Canalejas, entre el 31 de diciembre de 1912 y el 24 de mayo de 1913 en un gobierno Romanones y entre el 9 de diciembre de 1915 y el 8 de octubre de 1916 en otro gobierno Romanones.
Fue asimismo ministro de Instrucción Pública y Bellas Artes entre el 21 de octubre de 1909 y el 9 de febrero de 1910 y ministro de la Gobernación entre el 29 de junio de 1911 y el 31 de diciembre de 1912.
Falleció en San Sebastián el 7 de octubre de 1916. Su funeral se celebró en Córdoba entre grandes muestras de cariño.